# Purwoharjo (Karangtengah)
Purwoharjo is een bestuurslaag in het regentschap Wonogiri van de provincie Midden-Java, Indonesië. Purwoharjo telt 4538 inwoners (volkstelling 2010).